# Anthomyia chirosiina
Anthomyia chirosiina är en tvåvingeart som först beskrevs av Willi Hennig 1969.  Anthomyia chirosiina ingår i släktet Anthomyia och familjen blomsterflugor. Inga underarter finns listade i Catalogue of Life.